# نیروگاه برق آبی گیتارو
نیروگاه برق آبی گیتارو (به لاتین: Gitaru Hydroelectric Power Station) یک سد خاکی و نیروگاه برقابی در کنیا است که در Embu County/Machakos County واقع شده‌است.